# Епархия Браунсвилла
Епархия Браунсвилла (лат. Dioecesis Brownsvillensis) — епархия Римско-Католической церкви с центром в городе Браунсвилл, США. Епархия Браунсвилла входит в митрополию Галвестона — Хьюстона. Кафедральным собором епархии Браунсвилла является Собор Непорочного зачатия Пресвятой Девы Марии в городе Браунсвилл. На территории епархии находится известный паломнический центр Девы Марии Сан-Хуан-дель-Валле.

## История
10 июля 1965 года Римский папа Павел VI издал буллу «Ex quo tempore», которой учредил епархию Браунсвилла, выделив её из епархии Корпус-Кристи. 
29 декабря 2004 года епархия Браунсвилла вошла в митрополию Галвестона — Хьюстона.

## Ординарии епархии
- епископ Адольф Маркс[англ.] (9.07. — 01.11.1965)
- епископ Умберто Сужа Медейрош (14.04.1966 — 08.09.1970) — назначен архиепископом Бостона, кардинал с 1973
- епископ Джон Джозеф Фицпатрик[англ.] (27.04.1971 — 30.11.1991)
- епископ Энрике Сан Педро[англ.] (30.11.1991 — 17.07.1994)
- епископ Раймундо Джозеф Пенья[англ.] (23.05.1994 — 09.12.2009)
- епископ Дэниель Эрнесто Флорес[англ.] (с 09.12.2009)

## Источник
- Annuario Pontificio, Libreria Editrice Vaticana, Città del Vaticano, 2003, ISBN 88-209-7422-3
- Булла Ex quo tempore  (лат.)